# Mancommunauté de Catalogne
 (décembre 2022).
Si vous disposez d'ouvrages ou d'articles de référence ou si vous connaissez des sites web de qualité traitant du thème abordé ici, merci de compléter l'article en donnant les références utiles à sa vérifiabilité et en les liant à la section « Notes et références ».
1914–1925
La mancommunauté de Catalogne (en espagnol Mancomunidad de Cataluña ; en catalan Mancomunitat de Catalunya) fut une institution qui regroupa, entre 1914 et 1925, les quatre institutions provinciales catalanes (députations de Barcelone, de Tarragone, de Lérida et de Gérone).
Le projet fut présenté par Enric Prat de la Riba le 8 décembre 1911 à José Canalejas, président du gouvernement espagnol. Il fut voté par le Congrès le 17 octobre 1912. Le 18 décembre 1913, un décret royal fut publié, par lequel les députations étaient autorisées à se fédérer et, le 24 mars 1914, le gouvernement approuva le statut de mancommunauté. Elle se constitua finalement le 6 avril 1914, et Prat de la Riba en fut élu président. Onze ans plus tard, le dictateur Miguel Primo de Rivera suspendit la mancommunauté de Catalogne.

## Histoire

### Naissance
En 1911, Enric Prat de la Riba, leader de la Ligue régionaliste (« Ligue régionaliste ») et président de la députation provinciale de Barcelone depuis 1907, décide de redonner une impulsion à une vieille revendication catalane, qui apparaissait également dans le programme de la coalition Solidaritat Catalana, qui avait remporté les élections générales en Catalogne en 1907 : fusionner les quatre députations provinciales catalanes en une unique députation régionale de Catalogne. Le 16 octobre 1911, les quatre députations provinciales approuvent ensemble un texte, les Bases de la Mancommunauté catalane (en catalan Bases de Mancomunitat Catalana), qui prévoit la formation d'une assemblée composée de tous les députés provinciaux et d'une conseil exécutif permanent de huit membres, à raison de deux par province. Un mois et demi plus tard, le projet est soumis au président du gouvernement José Canalejas, qui le présente le 1er mai 1912 aux Cortes générales espagnoles, au cœur d'un projet de loi plus général sur les mancommunautés. Cependant, le projet de loi rencontre l'opposition d'une partie de son propre parti, le Parti libéral fusionniste, menée par Segismundo Moret et Niceto Alcalá Zamora. 
Afin d'obtenir le soutien de la majorité des députés libéraux, Canalejas ne ménage pas ses efforts : le projet est adopté le 5 juin 1912 par les députés des Cortes générales. Mais lorsque Canalejas est assassiné par l'anarchiste Manuel Pardiñas Serrano, le 12 novembre, le projet n'a pas encore été approuvé par le Sénat espagnol. Afin de soutenir publiquement le vote de la loi, les quatre députations catalanes organisent un plébiscite en faveur du projet dans toutes les communes catalanes. Le 23 octobre, une grande manifestation est également organisée dans les rues de Barcelone. Finalement, la loi est votée par le Sénat. C'est le conservateur Eduardo Dato qui promulgue le décret royal. Le 18 décembre 1913, le roi Alphonse XIII signe le décret sur les mancommunautés provinciales. 
Bien que le décret soit applicable pour toutes les provinces d'Espagne, seules les quatre provinces catalanes voient leur projet aboutir. La mancomunidad de Catalogne est formée le 6 avril 1914. D'autres projets, comme celui de Mancommunauté valencienne, ne voient pas le jour. Certaines provinces, comme celles de Castille, s'opposent même fermement au projet dans un texte commun présenté le 24 juin 1919.

### Chronologie
- 1907 : la députation de Barcelone, sous la présidence d'Enric Prat de la Riba, crée l'Institut d'études catalanes. Elle crée également la Bibliothèque de Catalogne, liée à l'Institut.
- 1914 : constitution de la mancommunauté de Catalogne et inauguration de la Bibliothèque de Catalogne.
- 1917 : la Ligue régionaliste prend la tête du mouvement de l'Assemblée des parlementaires. À la suite de la mort de Prat de la Riba, Josep Puig i Cadafalch devient le nouveau président de la mancommunauté. La Ligue régionaliste entre pour la première fois au gouvernement espagnol.
- 1918-1919 : campagne en faveur de l'autonomie de la Catalogne.
- 1923 : le capitaine général de Catalogne, Miguel Primo de Rivera, prend le pouvoir à la suite d'un coup d'État.
- 1924 : le général Carlos de Lossada est nommé président de la mancommunauté. Il est ensuite remplacé par Alfons Sala, nommé comte de Egara en 1926.
- 1925 : la dictature de Primo de Rivera dissout la Mancommunauté.

## Organisation
La mancommunauté de Catalogne est formée par la présidence (en catalan Presidència), le Conseil permanent (en catalan Consell permanent) et l'Assemblée générale (en catalan Assemblea general). 
Le président de la mancommunauté est élu par les membres de l'Assemblée générale. Les présidents furent :
- 1914-1914 : Enric Prat de la Riba, membre de la Ligue régionaliste, mort en fonction ;
- 1917-1924 : Josep Puig i Cadafalch, membre de la Ligue régionaliste catalane, destitué à la suite du coup d’État de Primo de Rivera ;
- 1924 : Carlos de Lossada y Canterac, gouverneur militaire de Barcelone et président par intérim au mois de janvier 1924 ;
- 1924-1925 : Alfons Sala, membre de l'Union monarchiste nationale, mis en place par le régime de Primo de Rivera, jusqu'à la suppression de la mancommunauté.

## Rôle politique

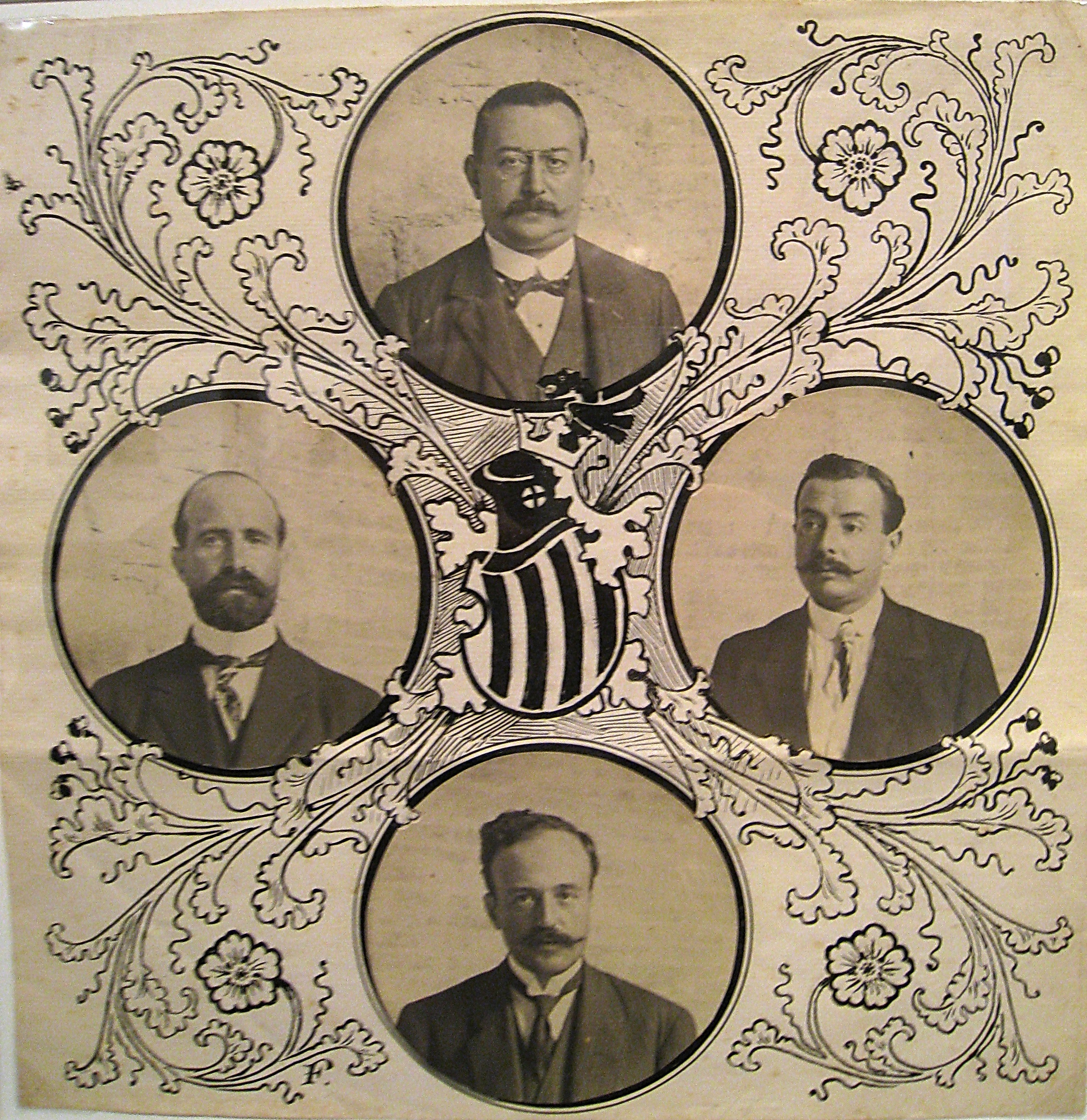
Les présidents des quatre députations catalanes (couverture de La Ilustració Catalana, 22 octobre 1911).

Bien que ses fonctions ne fussent que d'ordre administratif et que ses pouvoirs n'excédassent pas ceux des députations provinciales, elle acquit une grande importance politique : elle représentait le premier pas dans la reconnaissance de la personnalité et de l'unité territoriale de la Catalogne de la part de l'État espagnol depuis 1714.
Elle était formée par une assemblée qui regroupait les quatre-vingt-seize députés de Catalogne aux Cortes espagnoles. Le Conseil était formé de huit conseillers et d'un président.
En 1918, la Mancommunauté lança une campagne en faveur du statut d'autonomie de la Catalogne. Le projet (es) aboutit en 1919 et fut approuvé par 98 % des citoyens catalans consultés.
L'activité de la mancommunauté de Catalogne cessa sous la dictature de Primo de Rivera, capitaine général de Catalogne, qui prit le pouvoir par un coup d'État en 1923. Il suspendit très rapidement le statut d'autonomie, puis dissolut la mancommunauté de Catalogne le 20 mars 1925.